# Desi Bouterse
Desiré Delano (Desi) Bouterse (Domburg, 13 oktober 1945 – 23 december 2024) was een Surinaams legerleider, meervoudig couppleger, dictator en politicus. Hij werd veroordeeld voor internationale drugshandel en als hoofddader van de Decembermoorden.
Van 1980 tot 1988 was hij dictator tijdens het militaire regime in Suriname. Bouterse was de oprichter van de Nationale Democratische Partij (NDP). Van 2010 tot 2020 was hij president van Suriname.
Hij werd in december 2023 in hoger beroep tot twintig jaar gevangenisstraf veroordeeld voor zijn hoofdrol in de Decembermoorden in 1982, maar ontliep zijn straf door zich schuil te houden. Hij wordt ook gezien als de hoofdverantwoordelijke van het bloedbad van Moiwana van november 1986, waarbij 39 burgers vermoord werden door het nationale leger. Bouterse werd hiervoor nimmer vervolgd. In Nederland werd hij in 2000 in hoger beroep wegens smokkel van cocaïne bij verstek veroordeeld tot elf jaar celstraf. Ook deze straf heeft hij nooit uitgezeten. 

## Jeugd en opleiding
Bouterse werd in het district Wanica geboren als de zoon van Desiré Juliaan Bouterse en Wilhelmina van Gemert. Hij was een afstammeling van de Zeeuwse boerenzoon Koole Jan Bouterse, die in 1814 werd geboren op Noord-Beveland en als soldaat naar Suriname kwam, waar hij opzichter werd van de plantage Vredenburg. De Zeeuwse afkomst van Bouterse gaat vier generaties terug. Daarnaast had hij voorouders van inheemse, Creoolse, Franse en Chinese afkomst. Als kleuter verhuisde Bouterse naar Paramaribo, waar hij werd opgevoed door zijn tante. Na de lagere school kwam hij terecht op het jongensinternaat St. Jozef, dat geleid werd door de fraters van Tilburg. Later ging hij naar de Middelbare Handelsschool in Paramaribo, die hij niet afmaakte.
In 1968 vertrok Bouterse naar Nederland, waar hij in het Nederlandse leger diende. Nadat zijn dienst erop zat, meldde hij zich aan bij de Koninklijke Militaire School in Weert. In deze periode blonk Bouterse uit als sporter en werd hij gekozen tot leider van het basketbal- en voetbalteam. Hij werkte in Nederland als sportinstructeur en verdiende wat bij met de verkoop van pornoboeken. Bouterse heeft in Nederland op verschillende plaatsen gewoond, waaronder Rotterdam (aan de Kruiskade), Havelterberg en Steenwijk (bij het 47ste pantserinfanteriebataljon).
In 1970 trouwde Bouterse met Ingrid Figueira, die hij als tiener in Suriname al kende. Ze zouden twee kinderen krijgen: Peggy en Dino. Bouterse speelde in deze periode basketbal bij sportclub Alcides uit Meppel en bij BC Arta in Steenwijk. In 1974 vertrok het echtpaar naar de militaire basis Seedorf in West-Duitsland. Daar was hij sportinstructeur. 
Een jaar later, op 24 november 1975, werd Bouterse eervol ontslagen uit het Nederlandse leger.
Het gezin keerde op 11 november 1975 terug naar Suriname, vlak voor de onafhankelijkheid van Suriname die op 25 november van dat jaar werd uitgeroepen. Bouterse zou gaan helpen met de opbouw van het Nationaal Leger van Suriname. Hij werkte als commandant op het militaire opleidingskamp te Zanderij. Vervolgens werd hij in 1979 door sergeant Roy Horb gevraagd om de toen pas opgerichte Bond voor Militair Kader (Bomika), een vakbond voor militairen, te leiden. Bouterse aanvaardde dit verzoek en werd voorzitter van Bomika.

## Sergeantencoup

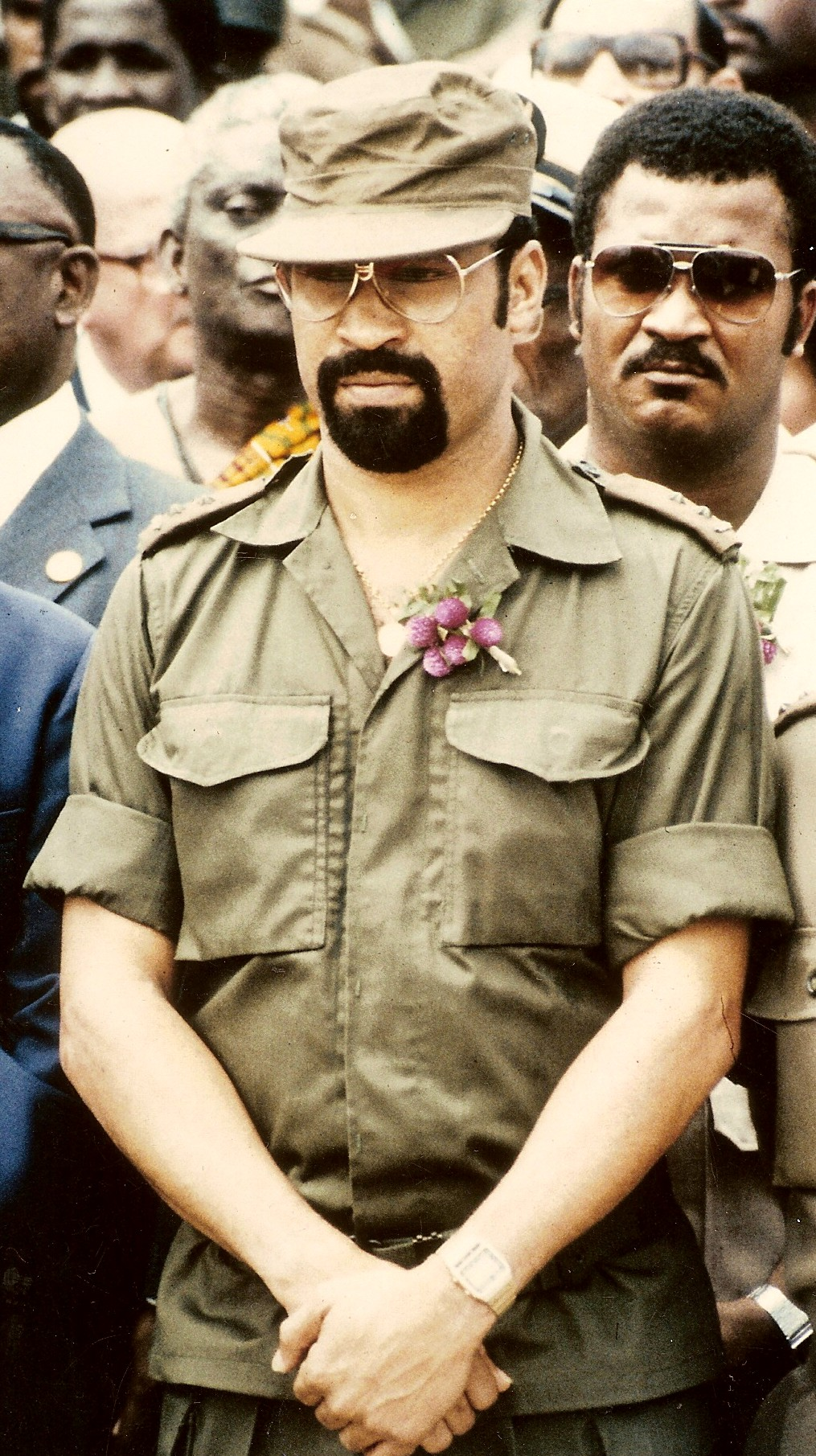
Desi Bouterse als dictator van Suriname in 1985.

Tijdens de regeerperiode van het kabinet van Henck Arron verslechterde de Surinaamse economie, wat leidde tot hoge werkloosheid. Dit zorgde voor toenemende ontevredenheid onder grote delen van het Surinaamse volk, waarop premier Arron besloot de parlementsverkiezingen te vervroegen naar 27 maart 1980, anderhalf jaar eerder dan gepland.
Onder leiding van Bouterse en Roy Horb pleegden zestien onderofficieren op 25 februari 1980 (één maand voor de vervroegde verkiezingen) een staatsgreep waarbij de regering Arron werd afgezet. Deze staatsgreep kwam bekend te staan als de Sergeantencoup. De militairen creëerden de Nationale Militaire Raad (NMR) met Badrissein Sital als voorzitter. Op 13 augustus 1980 trok Bouterse in een administratieve coup de macht naar zich toe.
De militaire coup, die relatief zonder veel bloedvergieten verliep (het dodental was vier), werd door de overgrote meerderheid van de bevolking niet bestreden. Dit had mogelijk te maken met de vele klachten die er waren over de wijze van besturen van de vorige regering. Maar gaandeweg bleek dat ook deze militaire leiders Suriname niet uit het dal konden trekken, wat wèl de verwachting was van de meerderheid van het Surinaamse volk. Corruptie en vriendjespolitiek vierden hoogtij tijdens het regime van de NMR. Ook zouden vele hoge militaire functionarissen zich schuldig maken aan cocaïnehandel. Langzaam nam het verzet van de bevolking tegen de NMR toe en de Decembermoorden van 1982 betekenden het keerpunt in de vertrouwensrelatie tussen de Surinaamse bevolking en de NMR.
De Sergeantencoup was het begin van de dictatuur in Suriname die tot 1988 zou duren. Deze periode werd gekenmerkt door hevige censuur en gebrek aan persvrijheid (er was een verbod op de verschijning van een aantal dagbladen en een verbod op uitzendingen van verschillende radio- en televisiestations), de instelling van een avondklok, beperking van het recht van vergadering en een verbod op politieke partijen (dit verbod was bovendien discriminatoir, want alleen de PALU mocht haar politieke activiteiten ontplooien), het regelmatig schenden van mensenrechten (met als dieptepunten: de Decembermoorden en Moiwana-slachting) en het zonder vorm van proces martelen en executeren van burgers die beschuldigd werden van plundering, het verstoren van de openbare orde, het ondermijnen van de staatsveiligheid en andere vormen van criminaliteit. Na de Decembermoorden werd ook de universiteit van Suriname gesloten. Vanwege het slechte economisch beleid en de isolatie van Suriname waren er tijdens de dictatuur grote tekorten op het gebied van de eerste levensbehoeften en een voortdurend toenemende inflatie.
Tijdens de militaire dictatuur werden de banden van Suriname met Cuba, Grenada, Venezuela, Nicaragua en Libië geïntensiveerd, terwijl die met Nederland en andere westerse landen verslechterden. De toenmalige Nederlandse regering veroordeelde de coup en zette na de Decembermoorden de ontwikkelingshulp richting Suriname stop. Doormiddel van propaganda werd getracht om in Suriname levende negatieve gevoelens ten opzichte van Nederland aan te wakkeren.

### 25 februari nationale feestdag
Nadat Bouterse in augustus 2010 president van Suriname werd, maakte hij 25 februari, om de coup (die hij zelf de "revolutie" noemt) te herdenken, tot een nationale feestdag. Dit besluit stuitte op veel kritiek. Volgens de Nationale Partij Suriname, die in 1980 door de coup werd uitgeschakeld, moet 25 februari een nationale rouwdag zijn. Ook vanuit Nederland kwam er kritiek. De Partij voor de Vrijheid vroeg de regering de viering te boycotten en de Nederlandse vlag op de ambassade in Paramaribo die dag halfstok te laten hangen. Ook wilde zij dat de Nederlandse regering andere landen met diplomatieke vertegenwoordiging in Paramaribo zou overhalen hetzelfde te doen.
Na de coup in 1980 was 25 februari al uitgeroepen tot een feestdag, maar begin jaren 1990 schrapte de regering van het Nieuw Front onder leiding van president Venetiaan deze dag weer als nationale vrije dag.

### Hoogste onderscheiding voor medeplichtigen Sergeantencoup
Op 24 februari 2011 eerde president Bouterse de negen nog levende Surinamers die op 25 februari 1980 samen met hem de Sergeantencoup hadden gepleegd met de hoogste Surinaamse onderscheiding, het Grootlint in de Ereorde van de Gele Ster. Dit zorgde voor heel wat controverse, omdat alle negen personen net als Bouterse veroordeeld zijn voor de Decembermoorden van 1982.

### Traditie
Sinds de terugkeer van de democratie legden Bouterse, een paar van zijn partijgenoten en de meeste overgebleven coupplegers elke nacht van 24 februari kransen bij het Monument van de Revolutie aan de Waterkant. Dit monument staat waar destijds het hoofdbureau van de Surinaamse politie gevestigd was. Het hoofdbureau werd tijdens het plegen van de coup vanuit de Surinamerivier door de militairen beschoten en vervolgens in brand gestoken. De brandweer werd bedreigd en tegengehouden door de militairen, waardoor zij de brand niet blusten. Het hoofdbureau van de politie brandde helemaal af, alleen enkele delen van de zuilen bleven beschadigd over. Deze delen maken heden ten dage deel uit van het monument.

## Mensenrechtenschendingen
Tijdens de dictatuur van Bouterse vonden er veel mensenrechtenschendingen plaats, waarvan de bekendste: de Decembermoorden (rond 8 december 1982) en de slachting van ten minste 39 burgers (verschillende bronnen vermelden gegevens die variëren van 39 tot 153 doden) in het marrondorp Moiwana (29 november 1986) tijdens de Binnenlandse Oorlog. Deze twee gevallen brachten Suriname meermalen in conflict met internationale mensenrechtenorganisaties.

### Decembermoorden
Op 7, 8 en 9 december 1982 werden zestien prominente critici op een na door het militair regime van Bouterse van hun bed gelicht en naar Fort Zeelandia (toenmalig kantoor van Bouterse) gebracht, waar ze gemarteld en vervolgens gefusilleerd werden. Deze daden staan bekend als de Decembermoorden.
De vijftien slachtoffers waren advocaten, journalisten, wetenschappers, legerofficieren en andere vooraanstaande Surinamers.
Bouterse zei in een verklaring die op 10 december 1982 op de Surinaamse televisiezender STVS door de nieuwslezer werd voorgelezen: "Toen woensdagmiddag (8 december) het transport van de verdachten van het Fort Zeelandia naar de kazerne op technische problemen stuitte, werd besloten dit transport in de avonduren plaats te doen vinden. Bij dit transport ondernam een aantal der aangehoudenen, vermoedelijk op instigatie van twee der aangehouden militairen, een wilde vluchtpoging. Nadat schoten in de lucht hen niet van hun ontsnappingspoging konden weerhouden, moest gericht worden geschoten waarbij een deel der aangehouden samenzweerders het leven liet".
In het rapport van het Nederlands Juristen Comité voor de Mensenrechten (NJCM), uitgebracht op 14 februari 1983, staat de volgende conclusie over de slachtoffers van de Decembermoorden: "Het comité dat de verwondingen zoals geconstateerd en hierboven gerapporteerd leiden tot de conclusie dat de veertien Surinamers en één Nederlander zwaar zijn gemarteld en opzettelijk ter dood zijn gebracht".
In het rapport wordt vermeld wat getuigen die tussen 10 en 13 december 1982 in het mortuarium van het Academisch Ziekenhuis zijn geweest hebben waargenomen op de lijken van de vijftien slachtoffers. Zo staat er in het rapport dat ten minste één bron beweert dat Cyrill Daal gecastreerd was, dat Soerinder Rambocus van linkervoet tot nek was doorzeefd met kogels, en dat er in de borst- en buikstreek van Jiwansingh Sheombar met kogels een patroon van een kruis gemaakt was. Volgens het rapport vertoonden vrijwel alle lijken sporen van zware mishandeling in het gezicht, botbreuken, littekens van uitgedrukte sigarettenpeuken en andere verwondingen waarvan in het rapport uitdrukkelijk vermeld staat dat deskundigen op dit gebied verklaard hebben dat zulke verwondingen niet afkomstig kunnen zijn van geweerschoten.

### Vervolging
Sinds het proces van herdemocratisering had Bouterse zich niet vaak uitgelaten over de Decembermoorden, maar uiteindelijk bood hij in 2007 zijn excuses aan voor de moorden. Tegelijk pleitte hij voor amnestie voor de daders en hun medeplichtigen. Bouterse stelde slechts politiek verantwoordelijk te zijn voor de moorden en gebruikte ook de woorden: "Het was zij of wij". Ook verklaarde Bouterse zelf niet aanwezig te zijn geweest in het fort tijdens de martelingen en moorden. Freddy Kruisland, de advocaat van de nabestaanden, reageerde met de opmerking: "Bouterse was toen bevelhebber en deze functie is geen politieke functie". "Bovendien, hoe kan je praten over politieke verantwoordelijkheid bij moord?"
Op 30 november 2007 begon te Boxel, Domburg het strafproces betreffende de Decembermoorden. Er waren 25 verdachten en Bouterse was de enige hoofdverdachte.
In mei 2012 zou er uitspraak zijn in dit strafproces, maar vanwege de amnestiewet van april 2012 werd de uitspraak gehinderd. De rechter besloot dat een constitutioneel hof de geldigheid van deze amnestiewet zou moeten toetsen aan de Grondwet. In Suriname werd het Constitutioneel Hof opgericht en in 2020 geïnstalleerd.

### Voortvluchtig
Bouterse werd uiteindelijk op 20 december 2023 in hoger beroep opnieuw veroordeeld tot twintig jaar gevangenisstraf en vier anderen tot vijftien jaar. Het Openbaar Ministerie gelastte hen om zich op 12 januari 2024 bij de gevangenis Santo Boma te melden. Ernst Gefferie, Benny Brondenstein en Steven Dendoe meldden zich. Bouterse en Iwan Dijksteel waren sindsdien voortvluchtig. Volgens NDP-topper Ramon Abrahams zou Bouterse zich op dat moment nog in Suriname bevinden. In maart 2024 zette het Openbaar Ministerie in Suriname een proces in gang om Interpol in te schakelen voor de internationale signalering van zowel Bouterse als Dijksteel. Volgens misdaadjournalist John van den Heuvel is Bouterse na zijn vlucht nog medisch behandeld in Cuba en Venezuela. Begin december 2024 berichtte de nieuwssite France Guyane dat Bouterse ondergedoken zat in het district Commewijne, op een plek die alleen per boot en helikopter bereikbaar was. Volgens Brunswijk ontving hij op 18 december 2024 op zijn mobieltje van Bouterse meerdere foto's.

## Criminaliteit
Bouterse is tweemaal veroordeeld tot een jarenlange gevangenisstraf: in 2000 bij verstek in Nederland tot elf jaar in hoger beroep wegens handel in cocaïne en in december 2023 in hoger beroep in Suriname voor twintig jaar als hoofdverdachte van de vijftien moorden in 1982 in Fort Zeelandia (Decembermoorden). In juni 2022 besloot de Inter-Amerikaanse Commissie voor de Rechten van de Mens (IACHR) de klacht tegen het uitblijven van de straffen in de Decembermoorden ontvankelijk te verklaren en een bodemprocedure te beginnen.
Als aanvoerder van het leger was Bouterse eindverantwoordelijk voor het bloedbad van Moiwana in 1986 tijdens de Binnenlandse Oorlog, waarbij 39 onschuldige burgers werden vermoord, onder wie kinderen.
Uit documenten van WikiLeaks uit 2006 bleek dat Bouterse via de Guyaanse drugsbaron Roger Khan wapens aan de Colombiaanse rebellenbeweging FARC leverde in ruil voor drugs. In een gesprek zouden Bouterse en Rashied Doekhi Khan hebben gevraagd huurmoordenaars te leveren om Chan Santokhi (minister van Justitie) en Subhas Punwasi (procureur-generaal), te elimineren.

### Drugscriminaliteit
Bouterse werd op 16 juli 1999 in Nederland voor zijn betrokkenheid bij een drugstransport van ongeveer 474 kilogram cocaïne, dat in september 1997 werd onderschept in de haven van Stellendam, bij verstek tot zestien jaar gevangenisstraf veroordeeld. Voor zijn betrokkenheid bij andere drugstransporten of deelname aan een criminele organisatie was volgens de rechtbank onvoldoende bewijs geleverd (Bouterse werd aangeklaagd voor de smokkel van in totaal 1200 kilo cocaïne). Nadat zijn advocaat Bram Moszkowicz in hoger beroep was gegaan, werd de straf op 30 juni 2000 verlaagd tot elf jaar. Bouterse reageerde op zijn veroordeling met de bewering dat de kroongetuige in de rechtszaak, de Belg Patrick van Loon, omgekocht was door de Nederlandse justitie.
In de Nationale Democratische Partij, de politieke partij van Bouterse, waren er weinigen die bereid waren te reageren op het vonnis. Jennifer Simons, toen parlementariër namens de Nationale Democratische Partij, zei dat het vonnis geen invloed zou hebben op de politieke carrière van Bouterse. "Hij heeft zoveel politieke tegenslagen moeten incasseren", aldus Simons toen, "dat hij allang dood had moeten zijn".
Het CDA pleitte in Nederland voor de uitlevering van Bouterse, maar zo ver kwam het nooit. Vanwege de veroordeling kon Bouterse niet alleen in Nederland worden gearresteerd, maar ook in de landen waar Nederland een uitleveringsverdrag mee heeft.
De zoon van Desi Bouterse, Dino Bouterse, werd in augustus 2005 in Paramaribo veroordeeld tot acht jaar celstraf, wegens actieve betrokkenheid bij internationale drugshandel en wapensmokkel.

### Wapenhandel
Bouterse zou volgens verklaringen van Ruben Rozendaal, een van de 25 verdachten in het Decembermoordenproces, wapens uit het buitenland, waaronder Libië, laten halen en deze laten smokkelen naar de Colombiaanse rebellenbeweging FARC in ruil voor cocaïne. Volgens door Wikileaks gepubliceerde Amerikaanse stukken uit 2006 zou Bouterse met de hulp van Roger Khan wapens smokkelen voor de FARC in ruil voor drugs.
Het radioprogramma Argos onderzocht in 2011 brieven, faxen en verklaringen afkomstig uit de nalatenschap van de in 2004 overleden publicist Willem Oltmans. Uit deze documenten blijkt dat Oltmans aan het einde van de jaren tachtig had bemiddeld in een wapendeal tussen Bouterse en de veroordeelde wapenhandelaar Theo Cranendonk. Zo zou Oltmans in 1987 Cranendonk hebben voorgesteld aan Bouterse en werd geprobeerd een wapendeal te organiseren tussen Bouterse en de Oostenrijkse wapenfabrikant Steyr-Daimler-Puch. Een oud-topman van de Oostenrijkse wapenfabrikant bevestigde dat in de jaren tachtig onderhandelingen waren gevoerd. Een exportvergunning van de Oostenrijkse regering voor de levering van de wapens aan Suriname ontbrak.
Oltmans, Cranendonk en een derde tussenpersoon, Dirk Keijer, zouden indien de deal gelukt was een commissie van een miljoen Zwitserse frank krijgen. Oltmans, die volgens de documenten een aantal keren naar Suriname was gereisd om de deal verder in orde te maken, schreef in 1984 een boek getiteld In gesprek met Desi Bouterse.

### Privé-arsenaal
De dag nadat zijn kleinzoon Walter Bouterse op 22 juni 2021 zelfmoord pleegde, deed Desi Bouterse op 23 juni aangifte van diefstal uit zijn wapendepot bij hem thuis. Bouterse was toen inmiddels geen president meer en kon over de wapens beschikken omdat hij bevelhebber van het leger was geweest. De buit bestond uit 3 raketwerpers, 3 Steyr AUG's, 1 mitrailleur, 2 multifunctionele zware machinegeweren, 25 AK-47's (kalasjnikovs), 12 andere geweren en handvuurwapens, 60 raketten, 100 handgranaten en 35.000 patronen. Uit een eerste onderzoek van minister Krishna Mathoera bleek dat onduidelijke procedures het mogelijk hadden gemaakt dat Bouterse thuis over zo'n groot arsenaal aan wapens kon beschikken. Ze liet alle wapens en munitie die nog in Bouterses wapenkamer achtergebleven waren ophalen en kondigde strengere procedures aan. Twee maanden erna legde Bouterse de schuld van de diefstal bij zijn overleden kleinzoon. Zeven verdachten werden opgepakt in verband met de diefstal.

### Corruptie en cliëntelisme
De regeringen van Bouterse, zowel tijdens het militaire regime als later onder aanvoering van zijn partij NDP, brachten het land na afloop telkens in financiële problemen. Regeringen na hem, zoals onder leiding van de NPS (2000-2010) en de VHP (vanaf 2020), kwamen daarna te staan voor herstructureringen met armoede voor de bevolking tot gevolg. Na afloop van de kabinetsperiode tot 2020 liet de regering-Bouterse een schuld aan het land na van 3 miljard USD, wat omgerekend neerkomt op een schuld van 5000 USD per Surinamer. Bouterse profiteerde ook zelf mee, bijvoorbeeld door speculatie in 2008 met grond aan de Jozef Israëlstraat in Paramaribo-Noord.
In 2020 kwamen vanuit de maatschappij geluiden om de door corruptie verdiende gelden terug te halen. President Chan Santokhi stelde zes extra rechters aan om de schuldigen voor de rechtbank te brengen, onder wie vertrouwelingen als CBvS-president Robert-Gray van Trikt en voormalig CBvS-president en minister van Financiën Gillmore Hoefdraad. Kort nadat Bouterses rechterhand en voormalig vicepresident Ashwin Adhin opgepakt werd vanwege vernietiging van 1,5 miljoen SRD aan overheidseigendommen, valsheid in geschrifte en verduistering, dreigde ex-president Bouterse dat de NDP niet terug zal deinzen wanneer het haar te heet wordt. Op 18 november 2020 sprak hij een kadermeeting toe met de woorden: "U weet dat deze partij ook oorlog niet schuwt." Toen Adhin een week later zijn voorarrest mocht verlaten, herhaalde Ramon Abrahams in Ocer de oorlogswaarschuwing, en in zijn eigen verzetzaak mobiliseert Bouterse de structuren van de NDP. Nadat hij voor het eerst sinds zijn hoger beroep voor de krijgsraad was verschenen, herhaalde hij zijn dreigementen aan de regering opnieuw in Ocer, met: "Men is bezig het volk vijftig jaar terug te werpen," waarbij hij opmerkte dat er toen wapens bij te pas kwamen.

## Nationale Democratische Partij
Na de terugkeer van een gekozen burgerregering, trachtte Bouterse via democratische weg aan de macht te komen. Op 4 juli 1987 richtte hij de Nationale Democratische Partij (NDP) op. Bij de parlementsverkiezingen van 1987 behaalde de NDP, vanwege woede bij het volk over het gevoerde beleid tijdens de militaire periode, slechts drie zetels, terwijl het Front voor Democratie en Ontwikkeling veertig van de 51 zetels won. Ramsewak Shankar werd namens de Vooruitstrevende Hervormings Partij president van Suriname en Henck Arron werd vicepresident namens de Nationale Partij Suriname.

### Telefooncoup
Om de ontwikkelingshulp weer op gang te laten komen probeerde president Shankar de banden met Nederland weer aan te halen, iets waar de legerleiding (en met name Bouterse) niet blij mee was. De spanningen tussen Shankar en Bouterse liepen half december 1990 hoog op toen het vliegtuig, waarin Bouterse en president Shankar zaten, een tussenlanding maakte op Schiphol. De Nederlandse politie schermde Bouterse af van de pers en van de in Nederland verblijvende Surinamers. Bouterse wilde hen aanvankelijk toespreken, maar door het politiekordon werd hem dit onmogelijk gemaakt. Terug in Suriname was Bouterse niet alleen kwaad op de Nederlandse autoriteiten, maar ook op president Shankar. Hij vond dat Shankar het niet genoeg voor hem opnam tijdens het 'incident'. Dit was de reden waarom op 24 december, rond middernacht, Bouterse zijn tweede coup pleegde: de telefooncoup. Hierbij werd president Shankar door de legerleiding per telefoon meegedeeld dat hij "maar beter naar huis kan gaan". President Shankar en zijn regering werden zonder geweld afgezet. Ivan Graanoogst werd waarnemend president van Suriname.
In Nederland werd heftig gereageerd op de staatsgreep. De regeringspartijen (het CDA, de PvdA en de VVD) stemden in met het wederom stopzetten van de ontwikkelingshulp aan Suriname. Pas na het aantreden van president Ronald Venetiaan in 1991 verbeterde de relatie tussen Suriname en Nederland aanzienlijk.

### Surinaams Olympisch Comité
Van 1998 tot 2001 was Bouterse voorzitter van het Surinaams Olympisch Comité.

### Millennium Combinatie
In 2000 ging de NDP, die informeel soms ook wel  'de paarse partij'  wordt genoemd, een samenwerking aan met de Kerukunan Tulodo Prenatan Inggil (KTPI) en met het Democratisch Alternatief. Bij de parlementsverkiezingen van mei 2000 haalden deze drie partijen in Millennium Combinatie-verband toen tien zetels, waarvan zeven voor de NDP. De NDP schoof Rashied Doekhi naar voren als tegenkandidaat van Ronald Venetiaan bij de presidentsverkiezingen in juli van dat jaar. Venetiaan werd opnieuw gekozen als president van Suriname en de NDP belandde in de oppositie. Bouterse werd lid van De Nationale Assemblée (DNA).

### Verkiezingen 2005
Bij de verkiezingen van 2005 was Bouterse opnieuw lijsttrekker voor de NDP in Paramaribo en het lukte de partij toen om 15 zetels te behalen. Bouterse schoof toen Rabin Parmessar naar voren als presidentskandidaat namens de NDP (aanvankelijk was Bouterse zelf de kandidaat voor de presidentsverkiezingen, maar hij besloot later hiervan af te zien). Parmessar moest het opnemen tegen zittend president Ronald Venetiaan (NPS). Bij de stemming in de Verenigde Volksvergadering werd Venetiaan voor de derde keer gekozen als president van Suriname. De NDP belandde wederom in de oppositie en Bouterse werd opnieuw parlementariër.

### Spookparlementariër
Nadat door toenmalig parlementsvoorzitter Paul Somohardjo was vastgesteld dat Bouterse tussen 1 december 2007 en 31 december 2008 de presentielijst in het parlement niet had getekend, werd hem op 27 januari 2009 per deurwaardersexploot meegedeeld dat hij ontslagen was als parlementariër. De wet in Suriname zegt dat een parlementslid na vijf maanden afwezigheid ontslagen mag worden. Op politieke podia had Bouterse vaker geroepen dat hij niet naar het parlement gaat, omdat het volgens hem een 'poppenkast' zou zijn.

### Megacombinatie
De Nationale Democratische Partij ging in juli 2008 een samenwerking aan met de PALU, Nieuw Suriname, de KTPI, DNP 2000 en de BVD. Deze samenwerking heette de Megacombinatie (MC) en Bouterse was de voorzitter hiervan. De combinatie werd opgericht met het doel om gezamenlijk mee te doen aan de parlementsverkiezingen van 25 mei 2010. Van de zes partijen bleven er bij de verkiezingen van 2010 maar vier over, want door spanningen tussen NDP en BVD verliet de laatste in 2009 de Megacombinatie, terwijl DNP 2000 werd opgeheven en alle leden automatisch overstapten naar de NDP.
De Megacombinatie haalde bij de verkiezingen van 2010 drieëntwintig zetels, waarvan 19 voor de NDP, twee voor NS, een voor de KTPI en eveneens een voor de PALU. Voorzitter Bouterse, die als verkiesbare politicus landelijk ook de meeste stemmen had behaald, werd door de combinatie naar voren gedragen als kandidaat voor het presidentschap. Door de samenwerking van de Megacombinatie met de A-Combinatie (zeven zetels) en de Pertjajah Luhur (zes zetels) van respectievelijk Ronnie Brunswijk en Paul Somohardjo werd Bouterse in juli 2010 met 36 van de 50 parlementaire stemmen gekozen tot president van Suriname.
Tegen 2012 bestond de Megacombinatie in de volksvertegenwoordiging alleen nog maar uit de PALU en de NDP. Op 24 maart 2011 was Nieuw Suriname uit de Megacombinatie gestapt vanwege "de behandeling die zij kregen binnen de Megacombinatie". Zij vormden toen een eigen fractie, maar maakten nog steeds deel uit van de coalitie totdat zij op 24 april 2012, vanwege hun standpunt over de amnestiewet, door president Bouterse uit de coalitie werden gezet. De KTPI maakt nog steeds deel uit van de Megacombinatie, alhoewel de enige parlementariër namens de KTPI, Oesman Wangsabesari, uit de Megacombinatie is getreden en een eigen partij heeft opgericht: Nieuwe Stijl KTPI. In maart 2012 is de Basispartij voor Vernieuwing en Democratie volledig opgegaan in de NDP.
Op 14 april 2014 werd coalitiepartner Pertjajah Luhur door Bouterse uit zijn regering gezet. De leider ervan, Paul Somohardjo, werd door de president 'onbetrouwbaar' genoemd. Als gevolg van deze stap kon de regering-Bouterse nog slechts op de kleinste meerderheid in het parlement rekenen.
Bij de Surinaamse parlementsverkiezingen 2015 was Desi Bouterse opnieuw lijsttrekker van de NDP. Met een ruime meerderheid van de stemmen werd hij herkozen voor een nieuw mandaat van vijf jaar. Op 12 augustus 2015 werd hij opnieuw geïnstalleerd als president van Suriname.

## Proces Decembermoorden
Op 30 november 2007 begon voor de krijgsraad het strafproces betreffende de Decembermoorden. Aanvankelijk was de aanvang van het proces gepland voor oktober 2006, maar doordat 23 verdachten na hun dagvaardingen rechtszaken aanhangig maakten tegen hun vervolging werd de aanvang steeds uitgesteld (het gebrek aan een beroepskamer en het tekort aan rechters zorgde ervoor dat de behandeling van deze zaken extra veel tijd in beslag nam). Uiteindelijk bleven er 25 verdachten over, waarvan Bouterse de enige hoofdverdachte was. Speciaal voor dit strafproces liet de toenmalige minister van Justitie, Chan Santokhi, een zwaar beveiligde rechtszaal bouwen te Boxel (Domburg) (deze rechtszaal is tevens de modernste rechtszaal van Suriname). De Krijgsraad in het Decembermoorden-proces (de officiële naam van dit proces is het Acht December-strafproces) heeft twee kamers. In de burgerkamer wordt hoofdrechter Cynthia Valstein–Montnor door de burgerrechters Robby Rodrigues en Iwan Rasoelbaks bijgestaan en in de militaire kamer zitten naast Valstein–Montnor, de militaire rechters kolonel Mike Cooper en luitenant-kolonel Carlos Li Fo Sjoe. Ook werd in april 2007 de Nederlandse advocaat Gerard Spong door minister Santokhi benoemd tot adviseur van het Openbaar Ministerie in het Decembermoorden-strafproces.
In de aanloop van het proces werd door minister Santokhi een speciaal nationaal veiligheidsplan opgesteld en uitgevoerd. Santokhi zei in die tijd "harde informatie" te hebben dat "sommigen serieuze plannen hadden om de aanvang van het proces te hinderen of te verstoren". De NDP protesteerde tegen het veiligheidsplan en noemde de maatregelen "overtrokken". Sinds de aanvang van het proces heeft het op veel verzet gestuit. Bouterse zelf heeft nooit gehoor gegeven aan een oproep om te verschijnen voor de rechter, maar zijn advocaat, Irwin Kanhai, was wel regelmatig aanwezig tijdens de behandeling van de rechtszaak. In een interview met Al Jazeera in februari 2009 zei Bouterse dat "het strafproces door zijn politieke tegenstanders gebruikt wordt om te voorkomen dat hij meedoet met de verkiezingen" (doelend op de parlementsverkiezingen van mei 2010). In april 2012, twee maanden voor uitspraak in het Acht December-strafproces, zei André Misiekaba, partijgenoot van Bouterse, tijdens een debat in het parlement: "Het Decembermoorden-strafproces een politiek proces is waarbij er getracht wordt om de heer Bouterse politiek uit te schakelen". Dit zou volgens Misiekaba de reden zijn waarom amnestie voor de Decembermoorden nodig is.
Op 25 juli 2008 wraakte de raadsman van Bouterse, Irwin Kanhai, rechter Cynthia Valstein-Montnor, omdat hij vond dat zij gelieerd was aan de Nationale Partij Suriname (NPS) en daardoor niet neutraal was als rechter. De NPS is een felle politieke tegenstander van Bouterse. Het verzoek van Kanhai werd niet gehonoreerd, omdat de argumentatie van Kanhai te zwak gevonden werd; Kanhai beweerde dat rechter Cynthia Valstein-Montnor gelieerd was aan de NPS, omdat haar echtgenoot karatelessen verzorgde in een ruimte op Grun Dyari (het hoofdkwartier van de NPS). Volgens Kanhai zou de echtgenoot van Valstein-Montnor hiervoor ook geen huur betalen aan Grun Dyari. Ook voerde Kanhai aan dat wanneer de echtgenoot van rechter Valstein-Montnor zijn auto parkeerde op het terrein van Grun Dyari, deze kosteloos beveiligd werd door de bewaking die daar aanwezig was.

### Onthullingen van Ruben Rozendaal
Op 1 februari 2012 zei Ruben Rozendaal, een van de 25 verdachten in het Acht December-proces, in de media dat hij vond dat de "tijd voor hem rijp was" om met de waarheid over de Decembermoorden te komen. Rozendaal verklaarde op 23 maart 2012 onder ede voor de rechter dat Bouterse destijds persoonlijk Cyrill Daal en Soerinder Rambocus, twee slachtoffers van de Decembermoorden, had doodgeschoten. Volgens Henri Behr, verklaarde Paul Bhagwandas hetzelfde op zijn sterfbed. Op 8 mei 2010 legde Rozendaal een verklaring tegenover de rechter af die in het voordeel was van Bouterse. Rozendaal verklaarde toen dat Bouterse niet in Fort Zeelandia was tijdens de moorden en dat hij niemand vermoord had. Kort na deze verklaring zou Irwin Kanhai Rozendaal tienduizend Amerikaanse dollars hebben gegeven. Dit als een teken van dank dat Rozendaal geen bezwarende verklaringen tegenover Bouterse had afgelegd.
In maart 2012 liet Rozendaal via zijn advocaat deze verklaring intrekken en in zijn nieuwe verklaring zei hij dat Bouterse, behalve voor de dood van Daal en Rambocus, ook verantwoordelijk is voor de dood van Roy Horb, Guno Mahadew, Roy Tolud en Wilfred Hawker. Hij verklaarde ook dat Bouterse een drugsdealer en wapenhandelaar was. Zo zou Bouterse volgens hem wapens uit het buitenland, waaronder Libië, laten halen en deze sturen naar de FARC in ruil voor cocaïne. Rozendaal zei dat "Bouterse vergeleken kan worden met de Godfather".
De reden waarom Rozendaal plotseling met deze onthullingen kwam, is, naar zijn eigen zeggen, dat hij niet lang meer te leven had (hij leed aan een ernstige nieraandoening) en hij voor zijn dood zijn naam wilde zuiveren. "Ik doe dit voor mijn dertien kinderen, zodat hun vader niet wordt gezien als een moordenaar", zei Rozendaal tegenover een journalist van de Volkskrant. Rozendaal verklaarde dat zijn enige rol in de Decembermoorden was dat hij André Kamperveen thuis had opgehaald en naar Fort Zeelandia had gebracht. Hij verklaarde niet te hebben deelgenomen aan de martelingen en moorden.

### Amnestiewet
Op 19 maart 2012 werd door de parlementariërs Melvin Bouva (MC), Rashied Doekhi (MC), André Misiekaba (MC), Anton Paal (MC), Ricardo Panka (MC) en Ronny Tamsiran (Pertjajah Luhur) een wetsvoorstel voor amnestie voor de Decembermoorden ingediend. De wet zou bestraffing voor de Decembermoorden moeten voorkomen. Op 4 april 2012 werd, na drie dagen van zwaar en emotioneel debat, deze omstreden amnestiewet aangenomen in De Nationale Assemblée. Aanvankelijk zou de wet ook gelden voor daders van de Moiwana-slachting, maar een paar minuten voor de stemming werd dit geschrapt uit de wet. De amnestiewet zorgde ervoor dat de verdachten van de Decembermoorden, waaronder hoofdverdachte Bouterse, gevrijwaard zouden worden van strafrechtelijke vervolging. Dit zou dus kunnen betekenen dat het Decembermoorden-strafproces zou worden stopgezet.
De amnestiewet werd aangenomen met 28 stemmen voor en 12 tegen. Ook parlementsvoorzitter Jennifer Simons stemde voor de amnestie. Alle aanwezige oppositieleden stemden tegen. Nieuw Suriname en de Broederschap en Eenheid in de Politiek (BEP), beide coalitiepartijen van Bouterse, verlieten tijdens de stemming de zaal omdat zij "niet wilden meewerken aan een wet waar een groot deel van de Surinaamse samenleving bezwaar tegen heeft".
Na goedkeuring van de wet zei Bouterse dat de amnestiewet nodig was voor een "nieuw begin van Suriname". Volgens hem was de amnestiewet bedoeld "om het hele land weer bij elkaar te brengen".
Edgar Ritfeld, een van de 25 verdachten, was fel tegen amnestie voor de Decembermoorden. Volgens hem gaf het proces hem de enige hoop dat het ooit voorgoed afgelopen zou zijn met de valse beschuldigingen aan zijn adres. "Er kleven geen moleculen van bloed aan mijn vingers", aldus ex-militair Ritfeld. Ook Ruben Rozendaal en Wim Carbière, beiden verdachten, hadden gevraagd om voortzetting van het proces zodat hun 'onschuld bevestigd kan worden'.
Op 13 april 2012 zou Roy Elgin, de auditeur-militair in het Decembermoorden-proces, zijn eis formuleren tegen vijf verdachten in het proces, waaronder hoofdverdachte Desi Bouterse. Maar Bouterses advocaat, Irwin Kanhai, diende een verzoek in om het Openbaar Ministerie niet-ontvankelijk te verklaren vanwege de amnestiewet. Hoofdrechter Cynthia Valstein–Montnor verklaarde toen dat de amnestiewet eerst zou moeten worden getoetst aan de grondwet. Op 11 mei was er weer een zitting in het proces en hier besloot de krijgsraad om het Decembermoorden-strafproces op te schorten, totdat er volgens de rechters duidelijkheid was of de amnestiewet in strijd was met de grondwet van Suriname die inmenging in lopende strafzaken verbiedt. Een constitutioneel hof, een instantie die wetten kan toetsen aan de grondwet, bestond er in Suriname nog niet. Het was daarom onduidelijk voor hoelang het Decembermoorden-proces opgeschort werd.
De jurist Jennifer van Dijk-Silos was door president Bouterse belast met de voorbereiding van de instelling van dit hof.
Het Surinaamse Hof van Justitie oordeelde op 1 december 2015 dat het Openbaar Ministerie alsnog de verdachten van de decembermoorden moest vervolgen ondanks de amnestiewet uit 2012.
Op 28 juni 2017 eiste Elgin een onvoorwaardelijke gevangenisstraf van twintig jaar tegen Bouterse. Volgens de openbaar aanklager van de krijgsraad heeft Bouterse zelf niet geschoten, maar was hij wel aanwezig. Volgens Elgin was er sprake van voorbedachte rade bij het plegen van de moorden en was Bouterse medeplichtig.

#### Reactie van Nederland op amnestiewet
Als reactie op de aanname van de amnestiewet liet de Nederlandse minister van Buitenlandse Zaken, Uri Rosenthal, de volgende dag de Nederlandse ambassadeur in Suriname, Aart Jacobi, terughalen naar Nederland. Rosenthal zei tegenover persbureau Novum dat hij het "diep teleurstellend" vond dat het parlement in Suriname de omstreden amnestiewet heeft aangenomen. "Mijn eerste gedachten gaan uit naar de nabestaanden, voor wie dit een zware slag moet zijn", zei Rosenthal.
De Partij voor de Vrijheid wilde een internationaal reisverbod voor de parlementsleden die voor de amnestiewet gestemd hadden. PVV-Kamerlid Louis Bontes zei dat de "achtentwintig ja-knikkers van Bouterse lak hebben aan de open wonden van de nabestaanden en slachtoffers". Ook wilde de partij dat de Surinaamse zaakgelastigde Chantal Doekhi, dochter van NDP-parlementariër Rashied Doekhi, per direct Nederland werd uitgezet. Een derde eis was dat Aart Jacobi niet terugkeerde naar Suriname zolang Bouterse daar president was.
Minister Rosenthal ging niet mee met deze wensen van de PVV, maar hij liet wel de geplande twintig miljoen euro ontwikkelingshulp aan Suriname opschorten. De Volkspartij voor Vrijheid en Democratie en de Partij van de Arbeid vonden dat niet genoeg en pleitten voor economische sancties. De Nederlandse premier Mark Rutte noemde de amnestiewet "onverteerbaar" en zei dat "Suriname het zou merken dat het dit besluit heeft genomen".
Als reactie op het opschorten van de twintig miljoen euro ontwikkelingshulp zei Bouterse in een persconferentie op 20 april 2012: "Twintig miljoen euro, ik heb je geen twintig miljoen euro gevraagd. We hebben een economische reserve van bijna achthonderd miljoen dollar".
Bouterse noemde de sancties een "zware lobby vanuit de Noordzee".
Op 24 juni 2012 besloot minister Rosenthal dat de vijfentwintig verdachten in het Decembermoorden-proces Nederland niet meer in mochten. Volgens Rosenthal kon deze reisbeperking zich ook uitstrekken tot de andere lidstaten van de Europese Unie. De minister schreef een brief aan de Tweede Kamer waarin hij aangaf dat het mogelijk was dat een bepaalde EU-staat toch een visum verleende. Dit zou het geval zijn met Harvey Naarendorp, de Surinaamse ambassadeur in Frankrijk en verdachte in het Decembermoorden-proces.

#### Reactie van internationale gemeenschap
De kritiek op de omstreden amnestiewet kwam niet alleen vanuit Nederland. Ook de ambassadeurs van de Verenigde Staten van Amerika, Canada, Frankrijk, het Verenigd Koninkrijk en Brazilië uitten hun bezorgdheid over de amnestiewet bij de Surinaamse minister van Buitenlandse Zaken, Winston Lackin. Vooral John Nay, ambassadeur van de VS, benadrukte dat "gerechtelijke procedures vrij moeten zijn van politieke inmenging" en dat "er in ieder land verantwoordelijkheid moet zijn voor mensenrechtenschendingen uit het verleden ongeacht wie de daders of vermeende daders zijn".
Ook de Verenigde Naties, Amnesty International, Human Rights Watch, Reporters Without Borders, Allied Collective en het Inter-Amerikaans Hof voor de Rechten van de Mens veroordeelden de amnestiewet. Human Rights Watch vroeg zelfs in een verklaring uitgebracht op 19 april 2012 om "onmiddellijke intrekking van de amnestiewet".

### Veroordeling Bouterse door rechtbanken
Op 29 november 2019 werd Bouterse wegens zijn betrokkenheid bij de Decembermoorden door de Surinaamse krijgsraad bij verstek veroordeeld tot twintig jaar cel. Bouterse tekende hoger beroep aan en werd twee jaar later door de krijgsraad tot dezelfde straf veroordeeld. Op 20 december 2023 werd Bouterse voor de Decembermoorden voor de derde keer veroordeeld tot een gevangenisstraf van twintig jaar, deze keer door het Surinaamse Hof van Justitie. Twintig jaar cel was de maximale gevangenisstraf die bij wet kon worden opgelegd. Hij kwam niet opdagen voor de uitspraak en hield zich daarna verborgen.

## President van Suriname

Billboard in Paramaribo van president Bouterse en vicepresident Robert Ameerali.

Op 25 mei 2010 behaalde de Megacombinatie van Bouterse een eclatante overwinning in de Surinaamse parlementsverkiezingen, maar aanvankelijk leek Bouterse desondanks toch persoonlijk nog een paar parlementaire stemmen te kort te komen om nu ook het presidentschap van de republiek te kunnen opeisen. Die situatie veranderde weken later evenwel ingrijpend toen de Volksalliantie van Paul Somohardjo alsnog besloot Bouterse in die ambitie te steunen. De 23 stemmen van zijn eigen Megacombinatie plus de 7 van de A Combinatie van zijn voormalige aartsvijand Ronnie Brunswijk leverden, eenmaal aangevuld met de 6 Volksalliantie-stemmen, nu namelijk een totaal van 36 stemmen op en dat zijn er precies twee méér dan de voor directe verkiezing vereiste tweederdemeerderheid in de 51 leden tellende Nationale Assemblée.
Op 19 juli 2010 wist Bouterse deze onverwachte meerderheid tijdens de presidentsverkiezing in De Nationale Assemblée inderdaad te verzilveren en werd hij aldus officieel verkozen tot de negende president van de republiek Suriname. Zijn tegenkandidaat Chan Santokhi feliciteerde hem, maar de scheidende president Ronald Venetiaan weigerde Bouterse te feliciteren en noemde de naam van Bouterse geen enkele keer in zijn reactie in het parlement op diens verkiezing. Volgens Venetiaan had zijn besluit om Bouterse niet te feliciteren niets te maken met rancune. "Je kan niet om half twee zeggen dat de heer Bouterse als kandidaat voor het presidentschap niet acceptabel is en om half drie feliciteer je hem met zijn overwinning", zei Venetiaan op 29 juli, nadat hij een twee uur durend gesprek had gehad met Bouterse over de machtsoverdracht en inauguratie van Bouterse die volgens protocol door het secretariaat van Venetiaan georganiseerd zou moeten worden. De twee politieke tegenstanders hadden elkaar achttien jaar lang niet gesproken. Een flink deel van de vijftien Surinamers die tijdens de Decembermoorden omkwamen kende Venetiaan persoonlijk.

### Inauguratie
Op 12 augustus werd Bouterse geïnaugureerd als president van Suriname in een buitengewone vergadering van De Nationale Assemblée die gehouden werd in het Nationaal Indoor Stadion (NIS) in Paramaribo. Omdat Ronald Venetiaan, de vertrekkende president, weigerde om zijn ambtsketen, zoals het volgens traditie hoort, zelf om te hangen bij Bouterse, werd die taak overgenomen door de voorzitter van het parlement, Jennifer Simons. Een van de ceremoniemeesters tijdens de plechtigheid was ex-rebellenleider en voorzitter van de A Combinatie, Ronnie Brunswijk.
De Nederlandse ambassadeur in Suriname, Aart Jacobi, was de enige ambassadeur in Suriname die niet uitgenodigd was voor de inauguratie. De Surinaamse minister van Buitenlandse Zaken Winston Lackin verklaarde toen dat "de Nederlandse regering geen respect heeft voor de bevolking van Suriname" en ook dat "[als] de democratisch gekozen president van Suriname niet welkom [is] in Nederland. Dan is de Nederlandse ambassadeur ook niet welkom bij de inauguratie van ons staatshoofd." Desondanks deelde de Nederlandse ambassade de Surinaamse regering mee dat hun ambassadeur de plechtigheid toch zou bijwonen. Bij aankomst van Jacobi bleek dat er geen stoel voor hem was gereserveerd. Na te zijn geïnaugureerd, hield Bouterse een uitvoerig dankwoord waarbij alle voorname gasten en diplomaten met naam en toenaam werden genoemd en alleen de Nederlandse ambassadeur nadrukkelijk onvermeld bleef.
Ook zei Bouterse in zijn eerste toespraak als president van Suriname: "We gaan de banden met Europa voortaan bekijken vanuit Parijs". "Frankrijk is via Frans-Guyana buurland van Suriname", aldus Bouterse. Bouterse is de eerste Surinaamse president die opdracht gaf om een ambassade te vestigen in Parijs, Frankrijk. Op 24 oktober 2011 vond de opening plaats van deze ambassade en Harvey Naarendorp werd benoemd tot ambassadeur.
Eenmaal in zijn nieuwe ambt beëdigd, kreeg Bouterse een praktisch volkomen vrije hand om het land naar eigen goeddunken te regeren. In de presidentiële republiek Suriname is het ambt van president immers met veel macht bekleed: het verenigt niet alleen de functies van staatshoofd en regeringsleider in één persoon. In artikel 99 van de Surinaamse grondwet staat dat de uitvoerende macht bij de president berust. Ook is de president van Suriname de opperbevelhebber van het Nationale Leger.

### Immuniteit
Volgens een uitspraak van het Internationaal Gerechtshof uit 2002 zou Bouterse als staatshoofd, ondanks zijn veroordeling, wel vrij kunnen reizen omdat hij door zijn functie immuniteit genoot. Maar volgens het United Nations Convention against illicit traffic in Narcotic Drugs and Psychotropic Substances-verdrag van de Verenigde Naties kon Bouterse wel in het buitenland worden gearresteerd, omdat hij veroordeeld is voordat hij benoemd werd tot president van Suriname. Paul de Waart, emeritus hoogleraar Volkenrecht aan de Vrije Universiteit bevestigde dit. Volgens Maxime Verhagen, de toenmalige Nederlandse minister van Buitenlandse Zaken, zou Bouterse overal heen kunnen reizen, behalve Nederland en de landen waar Nederland een uitleveringsverdrag mee heeft. Suriname is sinds 1975 lid van de Verenigde Naties.
Maxime Verhagen liet ook weten dat Bouterse alleen in Nederland welkom is om zijn celstraf uit te zitten. Nederland heeft besloten alleen op basis van "functionele noodzaak" contact te onderhouden met Bouterse.

### Onthullingen over invasie
Op 20 november 2010 werd bekend dat Nederland in 1986 een invasie in Suriname beoogde om Bouterse af te zetten. Toenmalig minister-president Ruud Lubbers en de toenmalige minister van Buitenlandse Zaken Hans van den Broek bevestigden dat tegenover de Volkskrant. Het kabinet-Lubbers stelde de plannen op op verzoek van drie Surinaamse regeringsleden, onder wie premier Pretaap Radhakishun, die wilden dat Nederland Suriname zou 'verlossen' van de dictatuur van Bouterse. Bij de invasie, die uitgevoerd zou worden met 850 mariniers, zestien helikopters, vliegtuigen en marineschepen, zou onder meer de luchthaven te Zanderij worden ingenomen en Bouterse worden opgepakt. In 2007 werd al door Maxime Verhagen bekend dat Nederland in 1986 met de steun van de Verenigde Staten plannen had opgesteld voor de evacuatie van Nederlanders uit Suriname, omdat er in die tijd in Suriname een vijandige houding bestond tegenover Nederlanders. Volgens SP-lid Harry van Bommel werden er ook op de Antillen voorbereidingen getroffen voor de invasie.
Op het laatste moment werden de plannen geschrapt, omdat de Nederlandse regering het risico te hoog vond voor de mariniers en Nederlandse burgers in Suriname.
De Surinaamse minister van Buitenlandse Zaken Winston Lackin was blij dat er eindelijk een 'bevestiging' kwam van dat wat Bouterse al heel lang beweerde. "Toen wilden veel mensen hem niet geloven, maar eindelijk komt nu de bevestiging", aldus Lackin. Lackin vroeg zich ook af waarom 'Nederland' ervoor koos speciaal dit tijdstip met deze publicatie te komen.

### Facebookaffaire
In november 2010 was de dochter van president Bouterse betrokken bij de geëscaleerde Facebookaffaire, waarbij een leerkracht van het Ewald P. Meyer Lyceum op Facebook was beledigd door studenten van de school. De studenten hadden een beledigende bewerkte foto van de leerkracht geplaatst op Facebook en de dochter van de president had, net als ongeveer vijftien andere studenten, een reactie daarop geplaatst. Hiervoor werd zij, net als de andere studenten, door de schooldirecteur voor enkele dagen geschorst. Het ministerie van Onderwijs gaf namens president Bouterse de opdracht aan de schooldirecteur, Joan Doelwijt, om de schorsing ongedaan te maken omdat de sanctie volgens hen veel te zwaar zou zijn voor zo een lichte overtreding. Toen de schooldirecteur weigerde daaraan gevolg te geven, werd zij door het ministerie uit haar functie ontheven. De leerkrachten van de school waren gebelgd hierover en besloten het werk neer te leggen, totdat het besluit van het ministerie teruggedraaid werd. De situatie escaleerde helemaal toen de Surinaamse Bond van Leraren (BVL) zich aansloot bij de actie van de leraren en dreigde met een landelijke staking te komen indien de schooldirecteur niet hersteld werd in haar functie. Velen in de Surinaamse maatschappij suggereerden dat het ministerie van Onderwijs zo fel had gereageerd, omdat de dochter van president Bouterse bij de zaak betrokken was, maar minister Raymond Sapoen ontkende dit. Volgens hem werd de directeur ontheven uit haar functie, omdat zij zich "onverantwoordelijk had gedragen in de richting van de studenten". Uiteindelijk kreeg Joan Doelwijt haar baan terug.

### Vriendjespolitiek
In januari 2011 werd door het Dagblad Suriname onthuld dat enkele vertrouwelingen van president Bouterse op de loonlijst van de overheid waren geplaatst. Dagblad Suriname publiceerde een uitdraai van de lonen. Hieruit bleek dat de vrouw van president Bouterse, Ingrid Bouterse-Waldring, een maandelijkse toelage van SRD 8742 kreeg voor haar taak als first lady van Suriname. Hiermee verdiende zij ongeveer evenveel als een assembleelid. Ook bleek dat Bouterses dominee Steve Meye voor zijn taak als "geestelijke adviseur" van de president ongeveer SRD 6000 ontving, terwijl de journalist Clifton Limburg voor zijn taak als perschef van het Kabinet van de President, SRD 10.247 per maand verdiende. Limburg staat in de Surinaamse gemeenschap, hoewel hij beweert politiek neutraal te zijn, bekend als een invloedrijke propagandist van Bouterse vanwege zijn jarenlange kritiek op het Nieuw Front en zijn jarenlange verheerlijking van Bouterse en de NDP in zijn radioprogramma Bakana Tori Origineel. Bij het aantreden van president Bouterse benoemde hij Limburg tot de perschef van het kabinet van de president (hiermee is Limburg de enige officiële woordvoerder van president Bouterse) en plaatste hij Limburg bij de staatsradio van Suriname (radio SRS), waar Limburg nu zijn radioprogramma presenteert.
(CTU), een politie- en militaire organisatie die volgens president Bouterse als doel heeft terrorisme in Suriname te bestrijden. Bij een persconferentie in december 2010 reageerde president Bouterse op een journalist die vroeg waarom Dino, ondanks zijn veroordeling, tot hoofd van CTU werd benoemd met de woorden: "Bij CTU worden de allerbeste mannen geplaatst en mijn zoon behoort tot de allerbesten". "Hij heeft mede leiding in CTU en de wettelijke regelingen zijn niet overtreden". De benoeming van Dino werd door velen als controversieel gezien. Jurist Freddy Kruisland wees erop dat Dino Bouterse veroordeeld is omdat hij de staatsveiligheid in gevaar bracht. "Dan kan hij niet benoemd worden in deze functie", aldus Kruisland. Volgens Melvin Linscheer, directeur Nationale Veiligheid van het kabinet van de president, is Dino belast met logistieke aangelegenheden van CTU en neemt hij niet deel aan operaties.
Ook benoemde president Bouterse Badrissein Sital, Errol Alibux, Harvey Naarendorp en Etienne Boerenveen, alle vier verdachten in het Decembermoorden-strafproces, tot respectievelijk de coördinator van het landelijke rijstorgaan, adviseur van de president, ambassadeur in Frankrijk voor Suriname en president-commissaris van Staatsolie. Ook benoemde Bouterse de door Nederlandse justitie in januari 1992 voor drugshandel aangeklaagde Ivan Graanoogst, het brein achter de telefooncoup, tot secretaris van het kabinet van de president. Volgens Bouterse zijn deze "gasten die in de jaren 80 het voortouw genomen hadden" nodig om "een aantal jongeren de laatste kans te geven om een stuk ervaring op te doen". "Hierdoor kunnen de jongeren sneller overnemen dan ze hadden gedacht", voegde president Bouterse toe.

### Schoolboekkwestie
In juli 2011 verscheen de nieuwe versie van Wij en ons verleden, het geschiedenisboek voor de zesde klas van de lagere school van Suriname. In dit boek werd via enkele passages de Sergeantencoup van Bouterse negatief besproken en werd de betrokkenheid van Bouterse bij de Decembermoorden specifiek vermeld. Ook stond er in het boek een foto waarop Bouterse op een protestbord van demonstranten wordt uitgemaakt voor moordenaar. Deze foto zou kort na de Decembermoorden zijn genomen. De mysterieuze verdwijningen van mensen tijdens de dictatuur (bijvoorbeeld die van Roy Horb) werden in het boek ook vermeld. Bouterse was woedend over de inhoud van het schoolboek en eiste via Raymond Sapoen, de minister van Onderwijs, een herziening van het boek en het ontslag van Robert Soentik, de onderwijsdirecteur die opdracht had gegeven voor distributie van het boek. Volgens president Bouterse had Soentik zich schuldig gemaakt aan geschiedvervalsing. Bouterse zei ook tegen Sapoen dat, indien Soentik aanbleef als directeur op het ministerie van Onderwijs, hij een ontslagbrief tegemoet zou zien. Kort na deze mededeling van Bouterse legde Soentik zelf zijn functie neer.
Het kabinet van Bouterse sprak over "politieke opzet" van het Nieuw Front. Volgens hen had het Nieuw Front in zijn regeerperiode de opdracht gegeven voor het herschrijven van het boek en wilde het daarmee Bouterse criminaliseren. "Kenmerkend voor de lafhartige politiek van het Nieuw Front die gevoed wordt vanuit Nederland", is hoe de Nationale Democratische Partij het geval omschreef in een communiqué uitgebracht op 26 juli 2011. "Het boek had al voor de verkiezingen van mei 2010 moeten uitkomen, waardoor Bouterse minder stemmen had moeten krijgen", zei Eugène van der San, directeur van het kabinet van de president. Volgens hem ging het om een "politiek document" en was het om die reden "wenselijk dat de huidige politiek zich met de inhoud van het boek bemoeide". Ook riep de NDP het ministerie van Onderwijs op om "verdere verspreiding van deze misdadige geschiedvervalsing afkomstig uit het brein van het Nieuw Front" te voorkomen.
Alle exemplaren van het boek werden vernietigd en minister Sapoen gaf gehoor aan de opdracht van Bouterse om het boek te laten herschrijven.

### Controversiële gratieverlening
In januari 2012 ontstond er veel ophef rond het verlenen van gratie door president Bouterse aan zijn voor roofmoord veroordeelde pleegzoon Romano Meriba. Deze was in 2005 door rechter Cynthia Valstein-Montnor, die Bouterse ook berecht voor de Decembermoorden, veroordeeld voor de roofoverval en moord op een Chinese handelaar in 2003. Meriba werd ook veroordeeld voor het gooien van een granaat op het erf van de toenmalige Nederlandse ambassadeur Ruud Treffers. De granaat ontplofte in de tuin, maar niemand raakte gewond. Meriba probeerde enkele dagen daarvoor een overval te plegen, maar deze werd verhinderd door aanwezige beveiligers op het terrein van de ambassadeur. Uit wraak gooide Meriba de granaat in de tuin van de ambassadeur. Meriba werd voor zijn daden veroordeeld tot vijftien jaar celstraf. Maar in november 2011 kwam hij al vrij vanwege de gratie die president Bouterse hem verleende.
De oppositie vond dat de criteria voor het verlenen van gratie aan Meriba onduidelijk waren. Zij beweerden dat er sprake was van vriendjespolitiek, maar Eugène van der San, directeur van Bouterses kabinet, ontkende dat. Volgens hem was de gratie verleend op "basis van sterke juridische argumenten" en had Meriba in 2005 hoger beroep aangetekend tegen het vonnis, maar was dit verzoek niet binnen redelijke termijn afgehandeld waardoor Meriba in aanmerking was gekomen voor een collectieve gratieverlening. De oppositie vond ook dat Bouterse de grondwet geschonden had, omdat die bepaalt dat bij het verlenen van gratie eerst advies gevraagd moet worden aan de rechter in kwestie. President Bouterse had dat niet gedaan. Volgens Chan Santokhi, oud-minister van Justitie, kunnen personen die anderen met opzet van het leven beroofd hebben niet in aanmerking komen voor gratie. Hij noemde dit besluit een "klap in het gezicht van de rechterlijke macht".
Het Nederlandse PvdA-Tweede Kamerlid Frans Timmermans kaartte de gratieverlening via schriftelijke vragen aan minister van Buitenlandse Zaken Uri Rosenthal aan. Hij riep minister Rosenthal op de gratieverlening te veroordelen en erop aan te dringen dat de straf voor Meriba volledig wordt uitgevoerd. Rosenthal zei dat president Bouterse een "verkeerd signaal" gaf door zijn veroordeelde stiefzoon gratie te verlenen, maar dat de Surinaamse samenleving, het Surinaamse parlement en andere autoriteiten dat besluit moeten beoordelen.
Meriba werd op 30 maart 2012 aangehouden door de politie, omdat hij de nacht daarvoor samen met enkele anderen een politieagent en een burger in een dansclub in Paramaribo zou hebben mishandeld. Meriba werd diezelfde dag weer vrijgelaten, omdat de aangifte tegen hem werd ingetrokken.

## Internationale politiek

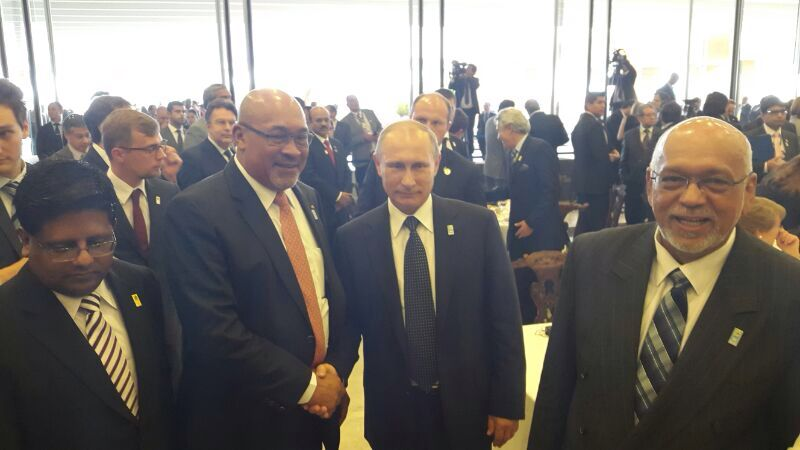
Bouterse met de Russische president Vladimir Poetin in juli 2014.

Op 22 september 2011 sprak Bouterse in New York kort de 66e Algemene Vergadering van de Verenigde Naties toe tijdens het algemeen debat. Daarbij sprak hij onder meer de officiële Surinaamse erkenning van de (overigens nog niet uitgeroepen) "souvereine staat Palestina" uit en riep hij - doelend op de Verenigde Staten, zonder deze overigens met name te noemen - de lidstaten van de VN op tot krachtige afwijzing van het "eenzijdige" handelsembargo tegen Cuba en de daarmee samenhangende economische en financiële sancties.
Gedurende het presidentschap van Bouterse werden de diplomatieke banden van Suriname met Venezuela, Guyana, Cuba en Equatoriaal-Guinea versterkt terwijl de banden met het voormalig moederland, Nederland, waren verslechterd.

### Relatie Suriname - Nederland
In april 2012 bereikte de relatie Suriname-Nederland een dieptepunt na de aanname van de omstreden amnestiewet die voorkomt dat de daders van de Decembermoorden vervolgd worden. De Nederlandse regering waarschuwde het Surinaams parlement nog om zich niet te mengen in zaken die onder de rechter zijn. Ook beargumenteerden zij dat mensenrechtenschendingen niet in aanmerking komen voor amnestie. De dag nadat de amnestiewet werd aangenomen liet Nederland zijn ambassadeur in Suriname, Aart Jacobi, terughalen. Premier Mark Rutte zette de aangekondigde 20 miljoen euro ontwikkelingshulp aan Suriname stop en zei dat Suriname "het zal merken dat het de amnestiewet aangenomen heeft". Ook eiste de Partij voor de Vrijheid een Europees reisverbod voor de 28 parlementariërs die voor de amnestiewet gestemd hadden en dat de Surinaamse zaakgelastigde, Chantal Doekhi, Nederland werd uitgezet. Bouterse die pas terug was van een conferentie in Colombia reageerde op de sancties van de Nederlandse regering door te zeggen: "Suriname, ten minste mijn regering, raakt niet in paniek van de schijnbewegingen van politiek Den Haag. Wanneer je aan tafel zit met Calderón (president van Mexico), dan heb je echt geen boodschap aan die gasten daar aan de Noordzee".

## WikiLeaks
Uit documenten van de Amerikaanse ambassade die in 2011 door WikiLeaks zijn gepubliceerd blijkt dat Bouterse zich tot 2006 actief bezighield met drugszaken. De cables (Cablegate) melden de relatie tussen Bouterse en Eduardo Beltran, die volgens de Verenigde Staten een belangrijke regionale tussenpersoon zou zijn bij de smokkel van cocaïne uit onder andere Colombia, in een stuk van zeven pagina's.
In de documenten wordt ook gesproken over de samenwerking tussen Bouterse en de Guyanese crimineel Roger Khan. Zo zou Bouterse Roger Khan meerdere malen in Nickerie hebben ontmoet op onder andere een privéterrein van NDP-politicus Rashied Doekhi en in het dorp Washabo. Ook zou Bouterse, ondanks het internationaal opsporingsbevel tegen hem, zelfs naar Guyana gereisd zijn om Roger Khan te ontmoeten (waarschijnlijk via de Backtrack-route). Bouterse en Rashied Doekhi zouden, volgens de documenten, Roger Khan, die naar verluidt leider is van het Guyanese doodseskader Phantom Squad, gevraagd hebben om huurmoordenaars te leveren om toenmalig minister van Justitie Chan Santokhi en procureur-generaal Subhas Punwasi te liquideren. Ook zou toenmalig president Ronald Venetiaan gegijzeld worden. Volgens de stukken zouden Khan en Bouterse ook wapens smokkelen voor de FARC in ruil voor cocaïne.
Kort na de publicaties van de cables zei president Bouterse dat hij "niet zal reageren op 'geruchten' van WikiLeaks".
De cables bevestigen de beweringen van Chan Santokhi in 2006 dat er "harde informatie" was dat er "mensen uit het buitenland" ingehuurd waren om aanslagen te plegen op topfunctionarissen en chaos te veroorzaken in het land. Santokhi zei toen ook dat de aanslagen gepleegd zouden worden om de aanvang van het Decembermoorden-strafproces te hinderen.
Roger Khan, die bekendstaat als de Pablo Escobar van Guyana, werd op 15 juni 2006 samen met drie van zijn lijfwachten in Paramaribo gearresteerd en in opdracht van de toenmalig minister van Justitie, Chan Santokhi, uitgeleverd aan de Verenigde Staten van Amerika waar hij nu een celstraf van veertig jaar uitzit wegens internationale drugs- en wapenhandel en het afpersen van getuigen.
De beslissing van Santokhi om Khan niet naar Guyana, maar naar de VS uit te zetten stuitte op veel protest van de Nationale Democratische Partij die toen de grootste politieke partij in de oppositie vormde. Toenmalig president Ronald Venetiaan merkte in het parlement toen op dat "het leek alsof bepaalde parlementariërs zware criminelen hier wilden komen verdedigen".

## Privéleven
Na zijn echtscheiding van Ingrid Figueira trouwde Bouterse in 1990 met Ingrid Waldring. Zij kregen een dochter.

## Overlijden
Desi Bouterse overleed op 23 december 2024 om half twaalf 's avonds op 79-jarige leeftijd na een kort ziekbed op zijn schuiladres.
Vanwege het getijde kon zijn lichaam niet rechtstreeks via de rivier naar zijn woning in Leonsberg gebracht worden, maar werd het elders aan land gebracht en met een voertuig naar Leonsberg gebracht.
Het lichaam werd kort na het overlijden door de autoriteiten voor een autopsie in beslag genomen. Volgens het Openbaar Ministerie was de doodsoorzaak een "complicatie van leverfalen bij ernstige leverfibrose, veroorzaakt door chronisch alcoholgebruik."

### Officiële reacties
In de eerste dagen na zijn overlijden was Mia Mottley van Barbados de enige regeringsleider uit de Caricom-landen die publiekelijk reageerde op zijn dood. Wel brachten vertegenwoordigers van de ambassades van China, Colombia, Cuba en Venezuela condoleances over in het NDP-partijcentrum Ocer.
De Nederlandse premier Dick Schoof herhaalde de oproep van president Chan Santokhi om "waardig te blijven en kalmte te bewaren". Zijn kabinet besloot echter geen officiële condoleances over te brengen aan de nabestaanden.
De Surinaamse regering kondigde geen periode van nationale rouw aan en bood geen staatsbegrafenis maar een respectvolle uitvaart en afscheid. Volgens strafrechtadvocaat Gerard Spong is dit in lijn met andere Zuid-Amerikaanse landen, waar Augusto Pinochet van Chili en Alberto Fujimori van Peru evenmin een staatsbegrafenis hebben gekregen. Spong noemde het een schoffering van de rechterlijke macht als dit wel was gebeurd.
De minister van Binnenlandse Zaken Delano Landvreugd ondertekende namens de regering het condoleanceregister in NDP-partijcentrum Ocer. De regering besloot zelf geen condoleanceregister te openen. President Chan Santokhi wilde per telefoon zijn medeleven betuigen aan de weduwe Ingrid Bouterse-Waldring, maar dat werd door haar afgezegd. Als reden gaf Bouterse-Waldring dat de regering zich respectloos gedragen zou hebben. Zo verweet zij de procureur-generaal het vertrouwelijke lijkschouwingsrapport te hebben geopenbaard, zonder dat daar gegronde reden voor was.

### Uitvaart
Bouterse werd op 4 januari 2025 gecremeerd. In een open kist werd het lichaam in een witte lijkwagen vanaf zijn woning in Leonsberg langs tal van plekken geleid die bij leven voor hem belangrijk waren geweest, zoals De Nationale Assemblée en het Presidentiële Paleis. Langs de ongeveer veertig kilometer lange route stonden tienduizenden mensen. Omdat hij een democratisch gekozen president was geweest, werd op de dag van de uitvaart vanaf alle overheidsgebouwen de vlag halfstok gehangen. De president van Suriname was niet bij de uitvaart aanwezig.

## Bekende citaten van Bouterse
- Over de staatsgreep van 1980: "De doelen van de coup wachten nog steeds op realisatie (...) Het doet zeer dat het volk voor wie de revolutie bedoeld was, mij nog steeds niet begrijpt, althans er zo lang over doet".
- Over de standrechtelijke executie van Wilfred Hawker: "De man is militair. Hij wist wat de consequenties waren hiervoor en de consequenties zijn niet uitgebleven".
- Over Cyrill Daal, eind oktober 1982: "Meneer Daal heeft mij zijn rekening gepresenteerd. Ik bekeek het en dacht: Zal ik hem contant betalen of per giro? Ik kan niet per giro betalen, want de banken zijn gesloten. Dus dan zal ik hem contant moeten betalen". (Nota bene: Sommigen beweren dat Bouterse gezegd zou hebben: "Dus dan zal ik hem contant moeten betalen en het wisselgeld mag hij houden").[178]
- Over de Decembermoorden, twee jaar na dato: "Het was zij of wij; in tijd van nood handel je onmiddellijk".
- Over diezelfde moorden, achttien jaar later, als vervolging dreigt: "Ik heb die mensen niet vermoord. Niet alleen God is mijn getuige, maar ook een groot deel van het leger kan daarvan getuigen".[179]
- Over Chan Santokhi in november 2007: "Sheriff, je bent een kuiken. We hebben je naar school gestuurd, toen ben je agent geworden en heb je voor de buitenlandse inlichtingendienst gewerkt (...) Je hebt toen verraad gepleegd en cocaïne gesmokkeld".[180]
- Over Ruben Rozendaal op 23 maart 2012 (dezelfde dag dat Rozendaal voor de rechter verklaarde dat Bouterse persoonlijk twee van de 15 slachtoffers van de Decembermoorden had doodgeschoten): "Zo gaat het in de wereld, je hebt altijd een Judas die voor een bordje linzensoep kan worden omgekocht. Maar ik ben een kind van God, niets en niemand kan mij breken".[181]
- Over de tegenstanders van de amnestiewet bij de Mega verzoenings- en eenheidsbijeenkomst van 5 mei 2012: "De amnestiewet is bedoeld om de hele natie te genezen. We gaan er nu alles aan moeten doen om samen in vrede dit land op te bouwen. Maar de foetoeboys van de oude kolonisator zult u niet kunnen overhalen om dat ook te doen. Zij zijn vijanden van dit volk".[182]